# نیسان دیزل اسپیس رانر آرام
نیسان دیزل اسپیس رانر آرام (Nissan Diesel Space Runner RM) خودرویی است که از سال ۱۹۷۵ تا کنون تولید شده‌است.
این خودرو در کلاس اتوبوس قرار گرفته، است. سیستم جعبه‌دندهٔ آن به دو صورت خودکار و دستی است.

## نگارخانه

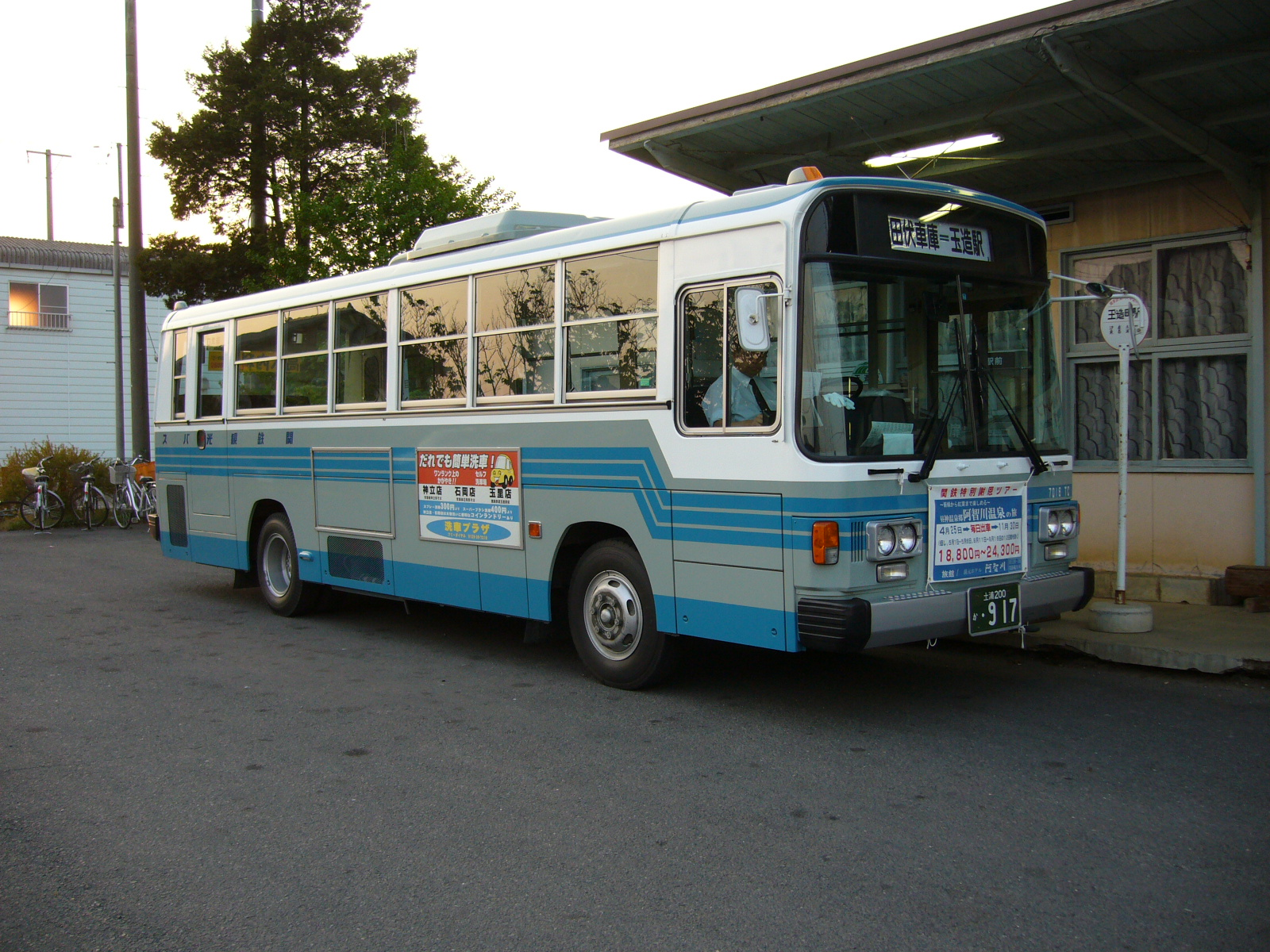
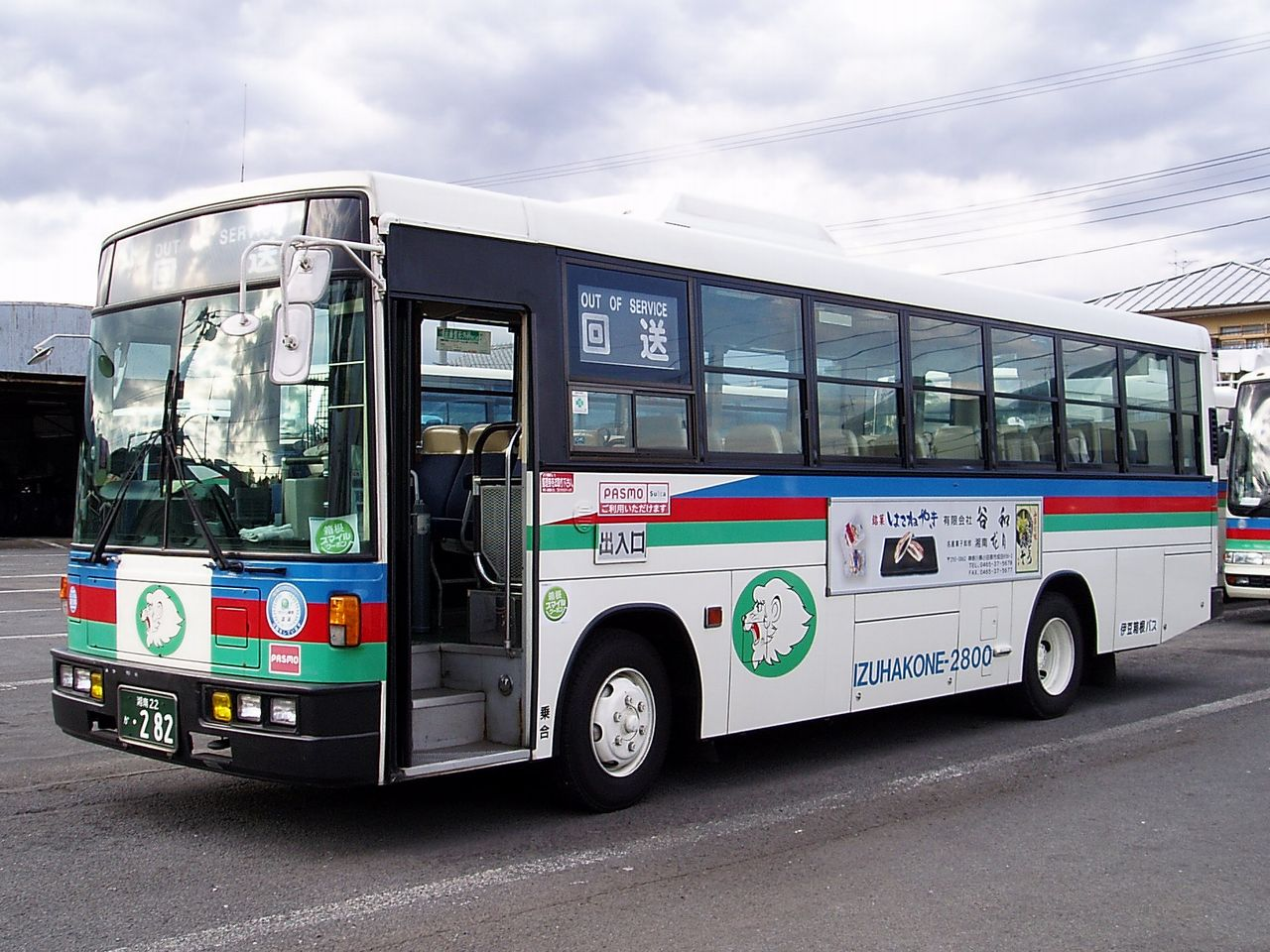
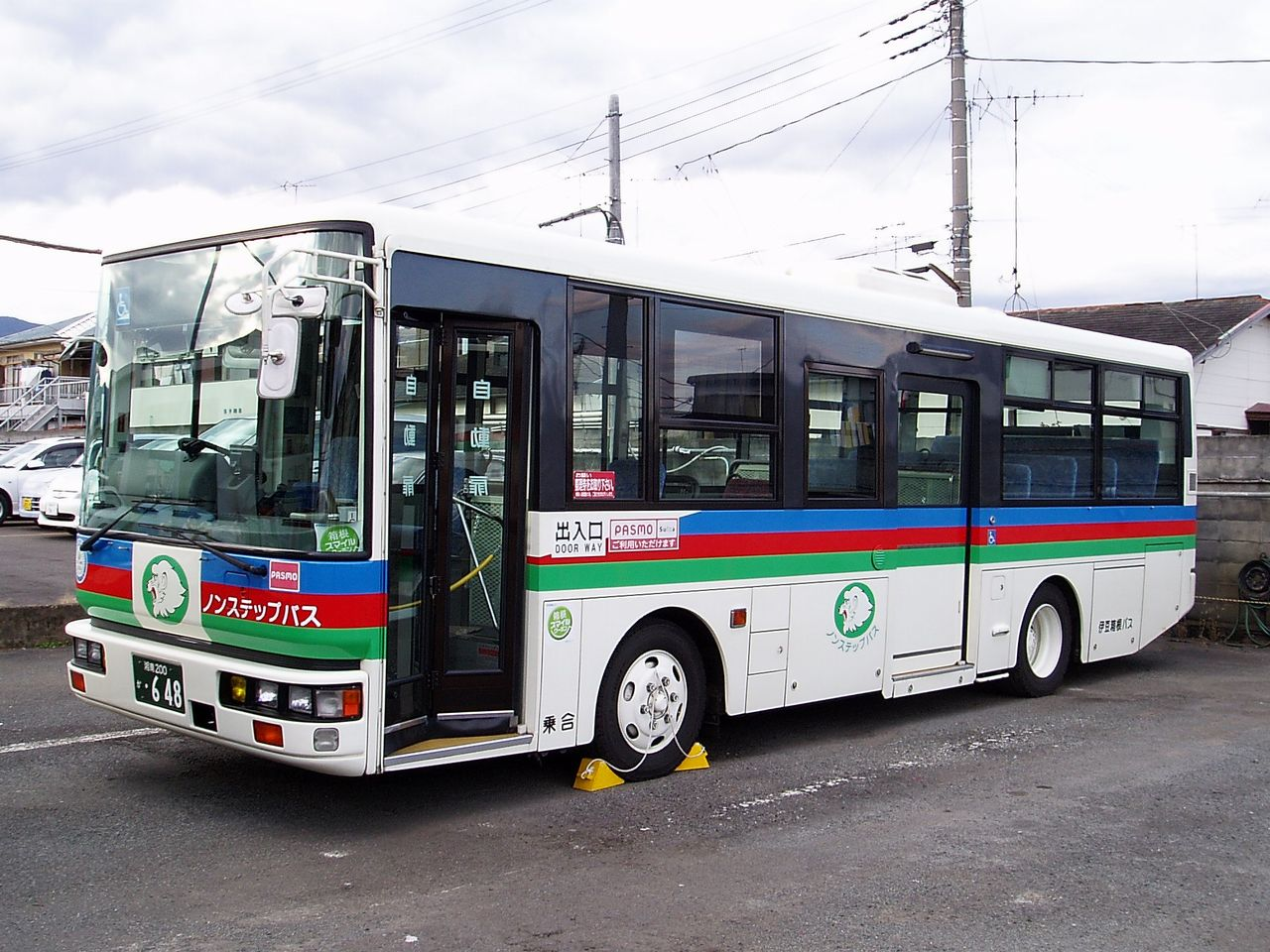